# Krunoslav Levačić
Krunoslav Levačić (Zagreb, 1957) is een Kroatische jazzdrummer.
Levačić, een autodidakt, was al als kind geïnteresseerd in jazz. Hij trad op vanaf 1974. Vanaf 1989 ging hij ook in Duitsland optreden; van 1991 tot 1996 woonde en werkte hij in Keulen. Hij heeft opgetreden en opgenomen met talrijke bekende musici en groepen, waaronder Lee Konitz, Sam Rivers, Charlie Mariano, Gramelot Ensemble, Charles Gayle, Tamara Obrovac, Greg Cohen, Thomas Clausen, Simone Zanchini, de WDR Big Band, Ferenc Snétberger, Ralph Alessi, Joachim Ullrich Orchestra, Achim Kaufmann, Gianni Basso, Dusko Goykovich, Saša Nestorović, Zoltán Lantos, Nicolas Simion, Renato Rožić en Vasko Atanasovski. Hij behoorde tot het Boilers Quartet en de Boilers All Stars. Hij speelde mee op meer dan 80 albums (2017). Met het trio van Matija Dedić begeleidde hij Gabi Novak. Hij speelt in de groep van gitarist Damir Dičić, Jazz Art Kvartet.